# Папафис, Иоаннис
Иоаннис Папафис (греч. Ιωάννης Παπάφης; 1792, Фессалоники — 1886, Мальта) — греческий предприниматель и меценат, «национальный благодетель» Греции.

## Биография
Иоаннис родился в 1792 году в Салониках и принадлежал приходу храма Святого Афанасия. Отец его имел торговое дело в городе Смирна, и после окончания школы, в возрасте 16 лет, Папафис перебрался в Смирну, где был вовлечён в торговое дело отца. В 1810 году отец умер, после чего попечительство над ним взял его дядя по материнской линии Иоаннис Анастасис — торговец и одновременно консул Швеции в Александрии. Оценив способности молодого Папафиса, Анастасис доверил своему племяннику только что образованное отделение своей фирмы на Мальте. Это стало судьбоносным решением для Папафиса, который прожил на Мальте всю свою дальнейшую жизнь. 1822 год стал поворотным в его профессиональной карьере. 5 июля 1822 года губернатор Мальты генерал Пауэр уполномочил 36-летнего Папафиса официальным брокером. За 14 лет работы брокером доходы Папафиса выросли настолько, что позволили ему вести не только безбедную жизнь, но и заниматься благотворительностью. Первый дар ещё не воссозданному греческому государству Папафис сделал в возрасте 35 лет: когда в декабре 1827 года Иоанн Каподистрия на своём пути в Грецию по воле британского флота оказался на Мальте, Папафис вручил ему большую сумму денег, чтобы тот использовал их «для Богоугодных дел».

## После1836 года
В 1836 году Папафис тяжело заболел. Болезнь вынудила его оставить работу брокера. Папафис уединился в своём доме в городке Рабат и сменил свою предыдущую активную деятельность на систематическое изучение финансовой конъюнктуры. В этот период он написал ряд работ и статей экономического содержания и изучал биржевые колебания. Когда Папафис выздоровел, он предпочёл вложить свой опыт, новые знания и капитал в акции пароходной компании и в разные ценные бумаги. Папафис связался с биржевыми банковскими компаниями Baring Brothers & Co в Лондоне и Hottιnguer & Co в Париже, которые по его указанию производили операции с ценными бумагами. Эта его новая финансовая деятельность обеспечила Папафису после 1836 года ещё больший экономический достаток. В свою очередь, достаток позволил ему заняться благотворительностью при жизни и завещать крупные суммы своему родному городу, Константинопольской патриархии, Греции и Мальте.
Умер Иоаннис Папафис в 1886 году на Мальте в возрасте 95 лет.

## Благотворительность и завещание
Начав благотворительную деятельность через Каподистрию, когда ещё Освободительная война Греции не завершилась, Папафис одновременно принял участие в организации финансов нового государства. Папафис был одним из первых акционеров Национального банка Греции. Одновременно он даровал большие суммы Константинопольскому патриархату и только что созданному Афинскому университету.
Папафис завещал 10 тыс. английских фунтов сиротского дому Хадзикостас в Афинах. Но более всего Папафис известен строительством сиротского дома в родном городе Салоники. Участок был куплен ещё при жизни Папафиса в 1883 году. Проект неоклассического здания выполнил греческий архитектор Ксенофон Пеонидис, родом из близлежащего к Салоникам полуострова Халкидики, известный и другими неоклассическими зданиями, построенными им в городе. Строительство началось в 1894 году и закончилось в 1903 году. Ещё до начала строительства Папафис дал сиротскому дому имя «Мальтиец» (греч. "Ο Μελιτεύς"), но сегодня дом известен под именем Папафио (греч. Παπάφειο) в честь учредителя и благотворителя. Кроме своего основного назначения и профессиональной подготовки сирот, этот образец неоклассической архитектуры города связал себя с его новейшей историей:
- После освобождения города греческой армией в 1912 году и до декабря 1913 года здание использовалось как военный госпиталь. Сюда 5 марта 1913 года после покушения был привезен король Греции Георг I и здесь была подтверждена его смерть.
- Здание было возвращено сиротам, но в августе 1914 года здесь расположился 13-й пехотный полк.
- Здание было вновь возвращено сиротам, но ненадолго. К концу Первой мировой войны, в 1917—1919 гг., здесь расположился британский штаб, а с 1921 года вновь военный госпиталь.
- В 1935 году получил имя Национальный сиротский дом Папафиса «Мальтиец».
- В 1936—1938 гг. сюда был переведен сгоревший патологический отдел городской больницы.
- В 1940 году, с началом греко-итальянской войны, здесь вновь расположился военный госпиталь. Во время тройной, германо-итало-болгарской, оккупации Греции, здесь располагалася немецкий госпиталь. После освобождения города Народно-освободительной армией Греции здесь расположились партизаны ЭЛАС, но сразу затем, с декабря 1944 года, здесь расположился английский военный госпиталь. Только в 1947 году здание было возвращено к своему первоначальному назначению.
- В 1948 году в здании нашли приют 4.650 сирот гражданской войны Греции (1946—1949).
- В последующие десятилетия здание используется только по своему первоначальному назначению[4].